# Bolitoglossa altamazonica
Espèce
Synonymes
- Oedipus altamazonicus Cope, 1874

Statut de conservation UICN

 LC  : Préoccupation mineure
Bolitoglossa altamazonica est une espèce d'urodèles de la famille des Plethodontidae.

## Répartition
Cette espèce se rencontre en Bolivie, dans le bassin de l'Amazone au Brésil, en Colombie, en Équateur, au Pérou et au Venezuela. Elle est présente jusqu'à 1 500 m d'altitude.

## Description
L'holotype de Bolitoglossa altamazonica mesure 82 mm de longueur totale. Son dos est uniformément brun foncé.

## Publication originale
- Cope, 1874 : On some Batrachia and Nematognathi brought from the upper Amazon by Prof. Orton. Proceedings of the Academy of Natural Sciences of Philadelphia, vol. 26, p. 120–137 (texte intégral).